# チボー・ダムール
チボー・ダムール （Thibault Damour, (フランス語: [tibo damuʁ], 1951年2月7日 - ）はフランスの理論物理学者。IHÉS教授。専門は重力理論。Damour-Nordtvedtモデルはスカラーテンソル重力理論において最も使える理論の一つである。

## 来歴
リヨン出身。1974年パリ高等師範学校卒業。同年パリ第6大学ピエール・エ・マリ・キュリーで物理学の学位を取得後、1979年にはブラック ホールの理論に関して物理学のPh.D.を取得した。1973年から翌年までアンリ・ポアンカレ研究所に在籍し、1974年から1976年には欧州宇宙機関フェローとしてプリンストン大学に在籍した。1977年から1992年までCNRS研究員。1989年にIHES教授に就任。

## 受賞歴など
- 1980年 - CNRS, Bronze Medal
- 1984年 - フランス物理学会、Paul Langevin理論物理学賞
- 1990年 - フランス学士院科学アカデミー、Mergier-Bourdeix賞
- 1996年 - アルベルト・アインシュタイン・メダル
- 1999年 - フランス学士院科学アカデミー会員
- 2021年 - ICTPのディラック・メダル、バルザン賞